# Канонерські човни типу «Ратанакосіндра»
Кораблі типу «Ратакосіндра» — канонерські човни, побудовані у Великій Британії для Королівського Тайського Флоту. Вперше замовлені 1914, але будівництво було відкладене через Першу світову війну. Їх знову перезамовили у 1920-тих у Hawthorn Leslie за дещо зміненою конструкцією. Поєднували характерний для моніторів низький надводний борт з високим баком, який покращував їх морехідність.
Було побудовано два кораблі цього типу — «Ratanakosindra» та «Sukothai». Обидва прослужили у складі флоту більше 40 років. Водотоннажність становила 1000 тонн, а максимальна швидкість — 12 вузлів. Були озброєні двома шестидюймовими гарматами (152 мм.) та чотирма 12 фунтовими. Основний броньований пояс складав від 57 до 32 міліметрів на кінцях кораблів, башти — 38 міліметрів, бойова рубка — 120 міліметрів.